# Gud, du av inga skiften vet
Gud, du av inga skiften vet är en svensk översättning av psalmen Unendlicher, den keine Zeit skriven av Balthasar Münter 1772.

## Historik

### Översättningar
Psalmen är översatt till svenska för 1816 års psalmboksförslag av Johan Åström. Melodin är nummer 9 Ditt namn, o Gud, jag lova vill som är en svensk. 
Psalmen har nio verser och inleds 1819 med orden:
Gud! du af inga skiften vet,
Af ingen tidens skranka:
Du är och blir i evighet,
Högt öfver menskotanka

## Publicerad i
- Den svenska psalmboken 1819 som nummer 6 under rubriken "Guds väsende och egenskaper".
- Den svenska psalmboken 1937 som nummer 18 under rubriken "Guds lov".